# ملكة (منطق)
المَلَكة (بفتح اللام) هي صفة راسخة في النفس. فالنفس تحصل لها هيئة بسبب فعل من الأفعال، ويقال لتلك الهيئة كيفية نفسانية، وتسمى حالة ما دامت سريعة الزوال؛ فإذا تكررت ومارستها النفس حتى رسخت تلك الكيفية فيها وصارت بطيئة الزوال فتصير ملكة.